# Caio Coppolla
Caio de Arruda Miranda (São Paulo, 5 de dezembro de 1986), mais conhecido como Caio Coppolla, é um comentarista político, músico e bacharel de direito brasileiro.

## Carreira musical
Caio Coppolla liderou o grupo musical Mirandous, entre 2014 e 2016, em que era cantor, compositor e guitarrista. Durante sua breve trajetória na música, adotou o sobrenome Coppolla, da sua mãe, ítalo-brasileira. Fortemente inspirada no rock inglês dos anos 2000, a banda foi descrita como Oasis brazuca pela UOL Música. Os demais integrantes da banda eram o baixista Rodrigo Moura e o baterista Ique Schmitt. Em 2020, após se tornar um notório e polêmico comentarista político conservador, o passado musical de Coppola viralizou nas redes sociais, no contexto de críticas a seus posicionamentos alinhados ao governo Jair Bolsonaro.

## Comentarista político
Após encerrar sua carreira musical, Caio Coppolla atuou como comentarista na Jovem Pan em 2019, onde apresentava o programa Boletim Coppolla e era integrante do programa de variedades matinal Jovem Pan Morning Show.
Durante esse período, Coppolla apresentou críticas a figuras e políticas de esquerda, o que gerou debates e reações variadas entre os ouvintes e nas redes sociais. Seu trabalho incluía a defesa de políticas conservadoras e a análise crítica da oposição política. A atuação de Coppolla em 2019 foi um reflexo da polarização política crescente no Brasil.
Posteriormente, foi contratado pela CNN Brasil, onde integrava o quadro O Grande Debate no jornal Expresso CNN e Liberdade de Opinião, dentro do jornal Visão CNN. Deixou a CNN Brasil em janeiro de 2022, após um processo de ajustes mudanças na linha editorial e nas dinâmicas internas da emissora. A decisão de encerrar o contrato foi caracterizada como um acordo mútuo, com ambas as partes destacando que não houve conflitos substanciais envolvidos.
Voltou a ser contratado pela Jovem Pan, até ser novamente demitido, logo após a eleição de Luiz Inácio Lula da Silva em 2022. Segundo Ricardo Feltrin, as razões para a demissão de Coppola incluem sua baixa frequência no programa, pedido de férias durante o período eleitoral e uma postura de diva. Entretanto, em entrevista à Folha de S.Paulo, Coppola alegou que a Jovem Pan praticou autocensura ao redefinir sua linha editorial e exaltou os bons índices de audiência de seu programa, que ultrapassavam a marca de um milhão de visualizações. Coppolla recebia um dos maiores salários da emissora.
Durante o seu período na CNN Brasil, defendeu o impeachment de Alexandre de Moraes e o definiu como carrasco da liberdade de expressão. Além disso, colheu assinaturas para um abaixo-assinado em favor do impeachment, através das redes sociais. Em razão disso, organizações sindicais de juristas moveram uma nota de repúdio contra a tentativa de intimidar o Supremo Tribunal Federal.
Ele voltou à CNN Brasil em 2023 para ser um dos integrantes do programa O Grande Debate.